# Velitoa Hihifo
Velitoa Hihifo (auch: Velitoa West) ist eine kleine Insel im Norden von Tongatapu im Pazifik. Sie gehört politisch zum Königreich Tonga.

## Geographie
Das Motu liegt im Zentrum des Archipels vor der Nordküste von Tongatapu in einer Linie mit ʻOnevai und den beiden Eilanden Fafa und Velitoa Hahake.
Zum Zeitpunkt des Zensus von 1996 lebten 17 Bewohner auf Velitoa Hihifo. Mittlerweile ist die Insel unbewohnt.

## Klima
Das Klima ist tropisch heiß, wird jedoch von ständig wehenden Winden gemäßigt. Ebenso wie die anderen Inseln der Tongatapu-Gruppe wird Velitoa Hihifo gelegentlich von Zyklonen heimgesucht.